# Каролидес
Каролидес (лат. Georgius Carolides; собственно Георг Карлсперк, нем. Georg von Karlsperk, чеш. Jiří Carolides; 1569—1612) — чешский поэт, композитор, правовед, гуманист.
Учился и преподавал в Карловом университете. Состоял при дворе императора Рудольфа II, в 1596 году был удостоен звания Poeta Laureatus.
Написал: «Jonas propheta» (Прага, 1587), «Liber Epigrammatum» (Прага, 1595), «Epigrammatum libri III» (1601), «Historia imperatorum» (1612).
Также сочинял духовную музыку.